# 한국3엑스3농구연맹
한국3엑스3농구연맹(韓國三엑스三籠球聯盟, Korea 3x3 Basketball Organization, KXO)는 대한민국의 세미프로 스트리트볼, 아마추어 스트리트볼을 관할하는 스포츠 행정 기구이다. KXO리그와 WKXO리그를 주관한다. 2022년에 '한국3엑스3농구위원회'에서 '한국3엑스3농구연맹'으로 명칭을 변경했다.

## 같이 보기
- 대한민국농구협회
- 한국3대3농구연맹